# おおかみかくし
『おおかみかくし』は、2009年8月20日にコナミデジタルエンタテインメントから発売されたPlayStation Portable用アドベンチャーゲーム。
2010年1月7日から3月25日までTBS他でテレビアニメが放送された。

## 概要
原案・監督を『ひぐらしのなく頃に』と『うみねこのなく頃に』で知られる竜騎士07が務めており、「昭和末期の人里を離れた場所を舞台に猟奇殺人が巻き起こる」という、両作品に似通った設定付けがなされている。キャラクターデザインはPEACH-PIT、音楽は伊藤賢治。ディレクターは田﨑津一。
本作は開始する章と選択肢によってシナリオが分岐し、いくつものエンディングがあるが、凄惨なバッドエンディングやどこか後味の悪い結末が多い。
また、膨大な情報量やルート分岐に合わせて、「アクトペディア」というルート・到達エンディングの確認やキャラクターや用語についての解説を閲覧できるシステムが実装されており、ゲームを進めるにつれて情報が追加されていく。

## ストーリー
山間にあるニュータウン「嫦娥町（じょうがまち）」は、河川によって旧市街と新市街に分かれていて、地元では八朔の名産地として知られている。
1983年（昭和58年）の夏、この街にやってきた転校生・九澄博士は新たな環境に戸惑いつつも、日々を楽しく過ごしていた。
そんな中、博士にクラス委員の櫛名田眠が忠告する。「旧市街には近づくな」と。

## 登場人物
※声優はゲーム版・テレビアニメ版共通。
九澄 博士（くずみ ひろし）
声 - 小林ゆう
身長：167cm。体重：58kg。
本作の主人公で高校1年生。父と妹の3人で嫦娥町に引っ越してきた。
元々目立たないタイプだったが、嫦娥町に来てからなぜか急にちやほやされるようになり、嬉しく思いつつも戸惑っている。
櫛名田 眠（くしなだ ねむる）
声 - 伊瀬茉莉也
身長：152cm。体重：42kg。スリーサイズ：77/51/80
本作のメインヒロイン。博士のクラスの委員。
無口で感情をあまり表に出さない。他のクラスメイトが博士のことを歓迎していたのに対して、はじめは冷たい態度をとっている。嫦娥町の謎を知っているらしく、博士に様々な忠告を送る。「ウサエル」というキャラクターの熱狂的なファン。
摘花 五十鈴（つむはな いすず）
声 - 加藤英美里
身長：153cm。体重：43kg。スリーサイズ：85 (C) /52/81
本作のヒロインの一人。博士のクラスメイトで近所に住んでいる。
明るく活発な性格で、博士のことは『ヒロくん』と呼び、自分を『ボク』と呼ぶ。博士には出会った当初から積極的に迫っている。
朝霧 かなめ（あさぎり かなめ）
声 - 渕上舞
身長：163cm。体重：45kg。スリーサイズ：88（五十鈴曰くDかE） /54/86
本作のヒロインの一人。博士と五十鈴のクラスメイト。
オカルトが大好きで、博士の父の小説のファンでもある。嫦娥町には最近転校してきた。博士のことは『ハカセくん』と呼んでいる。五十鈴同様、博士には好意的に接しておりマナや正明にも友好的。
九澄 マナ（くずみ マナ）
声 - 藤田咲
身長：138cm。体重：36kg。スリーサイズ：68/50/73
博士の妹で小学6年生。両足が不自由で車いすを使っている。
出かけるときは兄が付き添うようにしているが、本人はうっとうしく思っている。真那香織と名前の一件で親しくなり、ヴァイオリンを習い始める。「ウサエル」を通じて眠と仲良しになる。
真那 香織（まな かおり）
声 - 後藤邑子
身長：166cm。体重：46kg。スリーサイズ：84/56/81
嫦娥町ではヴァイオリンの演奏で知られているお姉さん。
穏やかな性格で、マナにヴァイオリンを教えてあげたりする。
新珠 三重子（しんじゅ みえこ）
賢木儁一郎の婚約者。
四年前に嫦娥町を訪れ、失踪した。真那香織とは容姿が似ている。
賢木 儁一郎（さかき しゅんいちろう）
声 - 遊佐浩二
ある目的から嫦娥町を訪れ、町のあちこちで何かを調べまわっている青年。顔立ちは端整。
他人には無愛想な態度を取るが、三重子と瓜二つの容姿である香織には優しい表情も見せる。
九澄 正明（くずみ まさあき）
声 - 藤原啓治
博士とマナの父で小説家。民俗学に基づいた伝奇的な小説を書くことで知られており、嫦娥町の伝説や伝承に興味を持っている。
摘花 一誠（つむはな いっせい）
声 - 岡本信彦
五十鈴の兄で大学生。
甘いマスクで女性に人気がある。九澄家には好意的に接しており、妹のボーイフレンドである博士には冗談交じりに迫っては迷惑がられていた。
石我木 まさみ（いしがき まさみ）
声 - 山口理恵
テレビアニメ版オリジナルキャラクター。一誠の後輩で一誠に恋心をいだいている。
櫛名田 重次（くしなだ しげつぐ）
声 - 立木文彦
眠の伯父で、嫦娥医療センターの院長。
鷲羽 美幸（わしう みゆき）
声 - 小西克幸
嫦娥高校の体育教師で博士のクラス担任。
女性のような名前だが、たくましい体で見た目は暑苦しい。なにかとクラスの生徒とスキンシップをとりたがる。
櫛名田 重三（くしなだ じゅうぞう）
声 - 大木民夫
嫦娥町の名士で地元の実力者。
眠と一緒に旧市街で博士と出会った際には、眠の祖父と名乗るが、よそ者である博士を快く思っていない様子をうかがわせる。
小笠原 宗義（おがさわら むねよし）
声 - 白石稔
博士のクラスメイト。陽気で軽い性格で博士にも友好的。
葛西 鋭二（かさい えいじ）
声 - 川原慶久
嫦娥医療センターの副院長。
謎の少女
声 - 伊瀬茉莉也
闇夜に現れる、大鎌を携えた白い髪と赤い瞳の少女。正体は櫛名田 眠。
四方田 唯（よもだ ゆい）
声 - 升望
喫茶エトランゼのウェイトレス。
兄貴
声 - 千々和竜策
テレビアニメ版オリジナルキャラクター。喫茶エトランゼにやってきたチンピラ。
子分のサブいわく「立派なチンピラ」らしい。
サブ
声 - 後藤ヒロキ
テレビアニメ版オリジナルキャラクター。喫茶エトランゼにやったきたチンピラの子分。

## テレビアニメ
2010年1月から3月にかけてTBSほかにて放送された。全12話。ゲーム版の複数のシナリオとアニメオリジナルのシナリオを組み合わせたオリジナルストーリー。

### 製作
| 原作                            | コナミデジタルエンタテインメント                                                                             |
| 原作原案                        | 竜騎士07 |
| 監督                            | 高本宣弘 |
| 助監督                          | 喜多幡徹 |
| シリーズ構成                    | 待田堂子 |
| キャラクター原案                | PEACH-PIT |
| キャラクターデザイン 総作画監督 | 渡辺敦子 |
| メインアニメーター              | 古川英樹 |
| プロップデザイン                | 江間一隆 |
| 美術監督                        | 東潤一 朝見知弥                                                                                              |
| 色彩設計                        | 鈴城るみ子                                                                                                   |
| コンポジットディレクター        | 加藤友宜 |
| ビジュアルエフェクト            | 津田涼介 |
| CGプロデューサー                | 松浦裕曉 |
| 編集                            | 右山章太 |
| 音響監督                        | はたしょう二                                                                                                 |
| 音楽                            | 尾澤拓実 |
| 音楽プロデューサー              | 野崎圭一 森康哲                                                                                              |
| 音楽制作                        | フライングドッグ                                                                                             |
| プロデューサー                  | 田中豪 加藤正純 黄樹弐悠 金庭こず恵 平田哲 小松茂明 相田武一郎                                               |
| アニメーションプロデューサー    | 岡村繁久 先川幸矢                                                                                            |
| アニメーション制作              | AIC |
| 製作協力                        | メディアファクトリー AIC ムービック ダックスプロダクション フライングドッグ ポニーキャニオンエンタープライズ |
| 製作                            | 嫦娥町役場 TBS                                                                                               |

#### 沿革
アニメ『おおかみかくし』の制作は、2009年5月頃に始動した。最初に企画の話が持ちかけられたのは、キャラクターデザインを担当した渡辺敦子であり、その後、脚本の待田堂子、最後に監督の高本宣弘へと伝えられた。
渡辺は、最初に公式サイトのイラストを見た際、「赤と黒のイメージが強く、恐ろしい作品なのではないか」と感じたと語っている。原作ゲームのキャラクターデザインを手掛けたのはPEACH-PITであり、その可愛らしい絵柄が印象的であったものの、作品全体の雰囲気には独特の不気味さや緊張感が漂っていたという。そのため、「可愛らしいキャラクターとダークな世界観のギャップが面白い」と考えたが、一方で「ビジュアルの方向性をどのようにまとめるべきか」という点には慎重な姿勢を見せていた。
高本は、竜騎士07作品の映像化の難しさを認識しつつも、「どのように料理するか」を考えることが楽しみだったと述べている。高本によれば、竜騎士07の作品は非常に個性が強く、どのように展開していくのか予測がつかないため、『おおかみかくし』のアニメ化が自身に託されたことについては、「挑戦的な仕事が来たな」と感じたと語っている。また、竜騎士07の作品は「単なるホラーではなく、複雑なストーリーやキャラクターの内面の描写が重視されており、それをどう映像として表現するかが鍵となる」と分析しており、本作の演出には特に力を入れたという。

#### 脚本・構成
脚本は、ゲームのストーリーを再構成し、「王道となるルートを軸に、各ルートの印象的な部分を織り交ぜる」方針がとられた。また、視聴者が「どのルートに進んだか」をすぐに察知できないよう、オリジナル要素を加えつつ、ゲーム未プレイの視聴者でも楽しめる構成にした。
シリーズ構成の待田は「竜騎士07作品はキャラクターの心理描写が複雑で、それをアニメの短い尺の中でどう表現するかが難しかった」と語っている。ゲームでは長いモノローグが多く、会話劇に偏りやすい傾向があったため、監督の提案を受けながら、視覚的に見せるアニメ独自の表現を意識したという。

#### キャラクターデザイン
キャラクターデザインは、原作ゲームのイラストを可能な限り忠実にアニメ向けに再構成する形で行われた。
渡辺は、「ほとんどゲームのキャラクターをそのままアニメで動かせるようにデザインし直した」と述べている。特にPEACH-PITのイラストはディテールが細かく、アニメで動かすには簡略化が必要となるが、その際に「可愛らしさを損なわないようにすること」が重要なポイントだったという。さらに、作品の持つミステリアスな雰囲気を演出するために、「キャラクターの表情やシルエットを意識したデザイン」を心掛けたと語っている。
監督の高本からは、特にデザイン面での大きな注文はなかったが、「現場が使いやすいように大きめに描いてほしい」といった指示はあった。

#### 劇伴
劇伴音楽は尾澤拓実が担当した。尾澤は「作品のテーマであるミステリアスな雰囲気を重視し、和風・民族音楽的な方向性で作曲を進めた」と語っている。
特に「単なるホラー音楽ではなく、恐怖・悲しみ・怒りが交錯するような音楽」を目指したが、適切なバランスを取ることに苦労したという。
また、ゲーム版のBGMの影響を受けすぎないよう、あえてゲームをプレイせずに作曲に臨んだと述べている。
さらに、劇中には「呪文のような造語コーラス」を多用した曲が使用されており、尾澤自身がすべてのコーラスを担当している。

#### キャスティング・収録
主人公・九澄博士役の小林ゆう、妹の九澄マナ役の藤田咲は、原作ゲーム版からの続投となった。アニメ化が決定した際、小林は「自分が関わった作品がアニメ化することは大きな喜びだった」と語っている。一方、藤田は「イベントでアニメ化発表を知ったため、キャスト変更の可能性があるのではと不安だった」と当時の心境を明かしている。
収録はゲーム版とは異なり、キャストが一堂に会する形で行われた。小林は、共演者の生の芝居を受けながら演技することで、よりリアルな感情のやり取りができたと述べている。また、アフレコ現場は和やかな雰囲気でありながらも、シリアスな場面では緊張感が漂い、メリハリのある環境だったという。

### 主題歌
「時の向こう 幻の空」
FictionJunctionによるオープニングテーマ。作詞・作曲・編曲は梶浦由記。
梶浦は、「登場人物たちの必死に生きる姿を描きつつも、どこかで『死』を意識した楽曲に仕上げた」と述べている。
「月導-Tsukishirube-」
南里侑香によるエンディングテーマ。作詞・作曲・編曲は尾澤拓実。
尾澤は「登場キャラクターの葛藤や想いを楽曲に込めた」と語り、南里は「クールで繊細な歌詞が印象的だった」とコメントしている。

### 各話リスト
| 話数 | サブタイトル | 脚本                     | 絵コンテ       | 演出       | 作画監督                     | 初放送日      |
| ---- | ------------ | ------------------------ | -------------- | ---------- | ---------------------------- | ------------- |
| 1    | 嫦娥町       | 待田堂子                 | 高本宣弘       | 高本宣弘   | 古川英樹                     | 2010年 1月8日 |
| 2    | 兄妹         | 白根秀樹                 | 古川順康       | 渡部周     | 山崎克之                     | 1月15日       |
| 3    | 衝動         | 待田堂子                 | こでらかつゆき | 三笠修     | 佐藤陵 阿部達也              | 1月22日       |
| 4    | 予感         | 白根秀樹                 | 玉川真人       | 赤城博昭   | 南伸一郎                     | 1月29日       |
| 5    | 暴走         | 待田堂子                 | 鈴木薫         | 鈴木薫     | 古川英樹                     | 2月5日        |
| 6    | 恋           | 白根秀樹                 | 東海林真一     | 東海林真一 | 中谷友紀子 渡辺奈月          | 2月12日       |
| 7    | 喪失         | 待田堂子                 | 高林久弥       | 高林久弥   | 新田靖成 藤岡真紀            | 2月19日       |
| 8    | 錯綜         | 岡篤志                   | 吉川浩司       | 吉川浩司   | 末廣直貴 山崎克之            | 2月26日       |
| 9    | 密室         | 白根秀樹                 | 仁昌寺義人     | 仁昌寺義人 | 中原清隆 小暮昌広            | 3月5日        |
| 10   | 八朔祭       | 待田堂子                 | 鈴木薫         | 鈴木薫     | 飯飼一幸 古川英樹 亀谷響子   | 3月12日       |
| 11   | 終焉         | 待田堂子                 | 高本宣弘       | 高本宣弘   | 古川英樹                     | 3月19日       |
| 12   | 嫦娥町奇譚   | 待田堂子 白根秀樹 岡篤志 | 喜多幡徹       | 喜多幡徹   | 古川英樹 小美戸幸代 吉田咲子 | 3月26日       |

### 放送局
| 放送期間                | 放送時間                     | 放送局     | 対象地域   | 備考     |
| ----------------------- | ---------------------------- | ---------- | ---------- | -------- |
| 2010年1月8日 - 3月26日  | 金曜 1:59 - 2:29（木曜深夜） | TBSテレビ  | 関東広域圏 | 製作参加 |
| 2010年1月20日 - 4月7日  | 水曜 0:00 - 0:30（火曜深夜） | サンテレビ | 兵庫県     |          |
| 2010年1月31日 - 4月18日 | 日曜 1:00 - 1:30（土曜深夜） | BS-TBS     | 日本全域   |          |

### 映像商品
テレビアニメを収録したパッケージソフト。各巻2話収録で全6巻が発売された。パッケージには渡辺敦子による描き下ろしイラストが使用されている。また、特典として竜騎士07による書き下ろしTIPSが収録されている。発売元はメディアファクトリーとTBS、販売元はメディアファクトリー。
| 巻数 | 発売日        | 収録話数      | 規格品番  | 規格品番  |
| 巻数 | 発売日        | 収録話数      | Blu-ray   | DVD       |
| ---- | ------------- | ------------- | --------- | --------- |
| 1    | 2010年4月23日 | 第1話 第2話   | ZMXZ-5491 | ZMBZ-5481 |
| 2    | 2010年5月25日 | 第3話 第4話   | ZMXZ-5492 | ZMBZ-5482 |
| 3    | 2010年6月25日 | 第5話 第6話   | ZMXZ-5493 | ZMBZ-5483 |
| 4    | 2010年7月23日 | 第7話 第8話   | ZMXZ-5494 | ZMBZ-5484 |
| 5    | 2010年8月25日 | 第9話 第10話  | ZMXZ-5495 | ZMBZ-5485 |
| 6    | 2010年9月22日 | 第11話 第12話 | ZMXZ-5496 | ZMBZ-5486 |

### Webラジオ
『JTTB 嫦娥町観光協会放送』のタイトルで、2009年12月18日から2010年1月8日にかけてアニメイトTVにて配信された。パーソナリティは小林ゆう（九澄博士役）と後藤邑子（真那香織役）。全4回、特別編1回。
| 放送回 | ゲスト                     | 配信日          |
| ------ | -------------------------- | --------------- |
| 1      | -                          | 2009年 12月18日 |
| 2      | 伊瀬茉莉也（櫛名田眠役）   | 12月25日        |
| 3      | 加藤英美里（摘花五十鈴役） | 2010年 1月1日   |
| 4      | -                          | 1月8日          |
| 特別編 | 渕上舞（朝霧かなめ役）     | 2月26日         |

コーナー
- 町民コーナー
- お姉さんが、教えて、あ・げ・る
- 八朔ゲーム

## 漫画

### 本編・外伝
- おおかみかくし〜滅紫の章〜（漫画：薮口黒子 月刊少年ライバル2010年2月号（2009年12月28日発売号）- 2010年12月号（2010年11月4日発売号）連載、単行本はライバルKCより全3巻）

1. 2010年4月2日発売 ISBN 978-4-06-380103-3[15]
2. 2010年9月3日発売 ISBN 978-4-06-380126-2[16]
3. 2010年12月29日発売 ISBN 978-4-06-380146-0[17]

- おおかみかくし〜深緋の章〜（漫画：夜野みるら 月刊コミック電撃大王2010年1月号（2009年11月27日発売号）- 2011年3月号（2011年1月27日発売号）連載、単行本は電撃コミックスより全2巻）

1. 2010年8月27日発売 ISBN 978-4-04-868893-2[18]
2. 2011年4月4日発売 ISBN 978-4-04-870405-2[19]

### 4コマ・アンソロジー
- おおかみかくし 嫦娥町異聞集（エンターブレイン 2010年2月1日発売 ISBN 978-4-04-726170-9）

## ライトノベル
- おおかみかくし〜都忘れ編〜（著：政木亮、イラスト：なつめえり ガガガ文庫、2010年3月18日、ISBN 978-4-09-451196-3）
- おおかみかくし 2 〜一人静編〜（著：政木亮、イラスト：なつめえり ガガガ文庫、2010年9月17日、ISBN 978-4-09-451227-4）
- おおかみかくし 3 〜雪月花編〜（著：政木亮、イラスト：なつめえり ガガガ文庫、2011年3月18日、ISBN 978-4-09-451260-1）

## CD
ゲーム
- おおかみかくしオリジナルサウンドトラック（2009年8月20日、LC-1696）
- ゲーム特別版同梱特典。サウンドプロデュースは伊藤賢治。劇中で使用されたBGMやオープニングテーマとエンディングテーマ、櫛名田眠（伊瀬茉莉也）による挿入歌「夕時雨」などを収録。

オープニングテーマ「the beginning of the end」
作詞 - Hemi-you / 作曲・編曲 - 松井亮 / 歌 - Hemi-you
エンディングテーマ「夕時雨」
作詞 - 森由里子 / 作曲・編曲 - 伊藤賢治 / 歌 - 伊瀬茉莉也

テレビアニメ
全てflying DOGより発売。
- 時の向こう 幻の空（2010年1月27日、VTCL-35083）
- 月導-Tsukishirube-（2010年2月24日、VTCL-35084）
- TBSアニメーション「おおかみかくし」オリジナルサウンドトラック（2010年3月24日、VTCL-60195）
- サウンドプロデュースは尾澤拓実。劇中で使用されたBGMやオープニングテーマとエンディングテーマのテレビサイズ、挿入歌「嫦娥の八朔 」などを収録。